# El Presidente (film, 2017)
Pour les articles homonymes, voir El Presidente.
Pour plus de détails, voir Fiche technique et Distribution.
El Presidente (La cordillera) est un film argentin réalisé par Santiago Mitre, sorti en 2017, avec Ricardo Darín dans le rôle du président argentin et Dolores Fonzi dans celui de sa fille. Ce thriller politique reçoit le prix Arte international au projet lors du Festival de Cannes 2016, et est présenté en sélection officielle « Un certain regard » lors du Festival de Cannes 2017.

## Synopsis
Se rendant à un sommet des chefs d'État latino-américains au Chili, le président argentin Hernán Blanco se voit impliqué dans une affaire de corruption révélée par l’ex-mari de sa fille Marina.  Il fait venir celle-ci au Chili pour l’interroger et définir une stratégie pour contrer les rumeurs.
Le sommet s’annonce tendu : le Président brésilien, réputé pour avoir réduit les inégalités dans son pays, bénéficie d’une cote de popularité immense et promeut la création d’une alliance pétrolifère en Amérique du Sud exclusivement aux mains du service public – mais en réalité surtout de sorte que l’Alliance profite à une grande compagnie pétrolière brésilienne aux mains de l’État –, le Président mexicain souhaite quant à lui s’associer avec les États-Unis et ouvrir l’alliance aux firmes privées.  Si les conseillers politiques d’Hernán Blanco lui recommandent de s’aligner sur la position brésilienne, il entend quant à lui profiter de la situation pour asseoir son image d’homme décisif.  En effet, ayant basé sa carrière politique sur l’intégrité, la discrétion et la normalité, il est ciblé par la presse nationale qui le surnomme l’« Homme invisible » et se prépare à le lyncher médiatiquement s’il échoue à faire valoir les intérêts argentins à ce sommet.
Pendant ce temps, Marina fait une tentative de suicide et se réfugie ensuite dans le mutisme.  Un psychiatre est dépêché et parvient, sous hypnose, à lui faire ressortir des souvenirs d’enfance, où elle accuse son père d’avoir incendié la maison d’un ancien associé.  Hernán Blanco affirme au psychiatre que sa fille s’invente une vie qu’elle n’a jamais eue et qu’elle divague. 
Un diplomate américain se rend au Chili pour provoquer une réunion secrète avec Blanco et lui proposer un marché : faire échouer les prétentions brésiliennes en réclamant d’associer les pays producteurs de pétrole d’Amérique centrale, que contrôlent les Américains.  En échange, le gouvernement américain offrirait de l’argent à l’Argentine via un paradis fiscal.  Blanco se laisse convaincre.

## Fiche technique
- Réalisation : Santiago Mitre
- Scénario : Mariano Llinás et Santiago Mitre
- Direction artistique : Sebastián Orgambide et Micaela Saiegh
- Costumes : Sonia Grande
- Photographie : Javier Julia
- Montage : Nicolás Goldbart
- Musique : Alberto Iglesias
- Pays d'origine :  Argentine,  France,  Espagne
- Langue originale : espagnol, portugais, anglais
- Format : Couleurs - 35 mm - Dolby Digital
- Genre : drame, politique
- Dates de sortie :
  - France : 24 mai 2017 (festival de Cannes 2017), 3 janvier 2018 (sortie nationale)
  - Argentine : 17 août 2017

## Distribution
|               |  |               |
| Ricardo Darín |  | Dolores Fonzi |

- Ricardo Darín : Hernán Blanco, le président argentin
- Dolores Fonzi : Marina Blanco, sa fille
- Érica Rivas : Luisa Cordero, la secrétaire du président argentin
- Gerardo Romano : Castex, le chef de cabinet des ministres d'Argentine
- Paulina García : Paula Sherson, la présidente chilienne
- Daniel Giménez Cacho : Sebastián Sastre, le président mexicain
- Elena Anaya : Claudia Klein, la journaliste espagnole
- Alfredo Castro : Desiderio García, le psychologue
- Christian Slater : Dereck Mc Kinley
- Alfredo Espinosa : Le président équatorien

## Production

### Genèse et développement
(décembre 2018).
Santiago Mitre a déclaré : « J'ai eu récemment l'occasion de m'entretenir, de façon tout à fait informelle, avec un homme qui fut président de son pays pendant plusieurs années. "On n'est jamais aussi seul que quand on exerce le pouvoir", a-t-il très vite souligné. Cette idée d'un pouvoir qui isole, enferme, encercle, m'intéresse particulièrement. En réfléchissant à ces questions en dehors du champ des sciences sociales et politiques, et en laissant de côté l'intrigue shakespearienne (type House of Cards), c'est la figure de Faust, ou la métaphore faustienne, qui a fourni l'approche la plus évidente. Métaphore, car dans ce film, du moins en apparence, il n'y a ni Méphistophélès ni Faust, et personne ne conclut de pacte. Pourtant, un certain danger semble planer. Il y a un élément faustien dans l'exercice du pouvoir : un dévouement absolu pour parvenir à ses fins, pour atteindre son but. Que sacrifie-t-on en chemin ? Quel est le prix à payer ? La vie privée, la santé, la famille. La Cordillera est un conte fantastique (une histoire d'horreur sans monstre) sur un président cerné par ses démons. »

### Attribution des rôles
Santiago Mitre retrouve des membres de l'équipe de son précédent film, Paulina, tels le scénariste Mariano Llinás et l'actrice Dolores Fonzi (sa conjointe), et s'entoure de prestigieux collaborateurs internationaux : l'Argentin Ricardo Darín (Dans ses yeux, Les Nouveaux Sauvages), le Mexicain Daniel Giménez Cacho (Y tu mamá también, La Mauvaise Éducation) et l'Américain  Christian Slater (Le Nom de la rose, True Romance) parmi les acteurs ; le compositeur espagnol Alberto Iglesias (Parle avec elle, La Constance du jardinier), la costumière également espagnole Sonia Grande (Les Autres, Minuit à Paris) ou encore le chef décorateur argentin Sebastián Orgambide (Tetro, El Clan) parmi l'équipe technique.

### Tournage
Le tournage a duré huit semaines, de Santiago du Chili à Buenos Aires en passant par San Carlos de Bariloche et Valle Nevado dans la cordillère des Andes.

## Sortie

### Accueil critique
En France, l'accueil critique est positif : le site Allociné recense une moyenne des critiques presse de 3,3/5, et des critiques spectateurs à 3,1/5. 

### Box-office
- France : 96 696 entrées[4]

## Distinctions
- Festival de Cannes 2016 : prix Arte international au projet[5].
- Festival de Cannes 2017 : sélection officielle « Un certain regard ».